# Keykhosravī
Keykhosravī (persiska: کیخسروی) är en ort i Iran.   Den ligger i provinsen Kerman, i den sydöstra delen av landet, 800 km sydost om huvudstaden Teheran. Keykhosravī ligger 2 441 meter över havet och antalet invånare är 111.
Terrängen runt Keykhosravī är huvudsakligen kuperad, men den allra närmaste omgivningen är platt. Keykhosravī ligger nere i en dal.Runt Keykhosravī är det glesbefolkat, med 12 invånare per kvadratkilometer. Närmaste större samhälle är Kharmandeh, 7,4 km sydost om Keykhosravī. Omgivningarna runt Keykhosravī är i huvudsak ett öppet busklandskap.